# Compsophorus minor
Compsophorus minor är en stekelart som först beskrevs av Heinrich 1934.  Compsophorus minor ingår i släktet Compsophorus och familjen brokparasitsteklar. Inga underarter finns listade i Catalogue of Life.